# Municipio de Custer (condado de Antrim)
El municipio de Custer (en inglés: Custer Township) es un municipio ubicado en el condado de Antrim en el estado estadounidense de Míchigan. En el año 2010 tenía una población de 1136 habitantes y una densidad poblacional de 12,46 personas por km².

## Geografía
El municipio de Custer se encuentra ubicado en las coordenadas 44°53′45″N 85°9′33″O / 44.89583, -85.15917. Según la Oficina del Censo de los Estados Unidos, el municipio tiene una superficie total de 91.18 km², de la cual 89,91 km² corresponden a tierra firme y (1,4 %) 1,27 km² es agua.

## Demografía
Según el censo de 2010, había 1136 personas residiendo en el municipio de Custer. La densidad de población era de 12,46 hab./km². De los 1136 habitantes, el municipio de Custer estaba compuesto por el 97,01 % blancos, el 0,26 % eran afroamericanos, el 0,44 % eran amerindios, el 0,35 % eran asiáticos, el 0,35 % eran de otras razas y el 1,58 % eran de una mezcla de razas. Del total de la población el 2,11 % eran hispanos o latinos de cualquier raza.